# Tour Colombia
Tour Colombia, początkowo (2018) pod nazwą Colombia Oro y Paz – wieloetapowy wyścig kolarski rozgrywany corocznie od 2018 w Kolumbii.
Pierwsza edycja odbyła się w 2018 pod nazwą Colombia Oro y Paz. Od 2019 wyścig nosi nazwę Tour Colombia. Od początku istnienia włączony jest do cyklu UCI America Tour, w którym posiada kategorię 2.1.

## Zwycięzcy
Opracowano na podstawie:
| Rok  | Pierwsze           | Drugie                 | Trzecie                |          |
| ---- | ------------------ | ---------------------- | ---------------------- | -------- |
| 2018 | Egan Bernal        | Nairo Quintana         | Rigoberto Urán         |          |
| 2019 | Miguel Ángel López | Iván Sosa              | Daniel Felipe Martínez |          |
| 2020 | Sergio Higuita     | Daniel Felipe Martínez | Jonathan Caicedo       |          |
| 2021 | odwołany           | odwołany               | odwołany               | odwołany |
| 2022 | odwołany           | odwołany               | odwołany               | odwołany |
| 2023 | odwołany           | odwołany               | odwołany               | odwołany |
| 2024 | Rodrigo Contreras  | Richard Carapaz        | Jonathan Caicedo       |          |